# 美羽愛
美羽愛（日语：／，7月12日—），寶塚歌劇團花組娘役，暱稱、，出身於大阪府豐中市，畢業於豐中市立第十七中學校，身高162公分。

## 簡介
- 2018年，進入寶塚歌劇團[2][3]，104期生，同期生有きよら羽龍(現月組娘役)、天城れいん(現花組男役)。初次登台表演是星組公演『ANOTHER WORLD』『Killer Rouge（キラー ルージュ）(深紅殺手)』[4]，之後被分配至花組。
- 2021年，擔任『元禄バロックロック(元祿巴洛克搖滾)』新人公演女主角[5]。2022年，和朝葉ことの共同擔任寶塚Bow Hall公演『殉情(改編谷崎潤一郎原作小說「春琴抄」)』女主角，兩人輪流飾演春琴[6]。
- 2023年，獨自擔任寶塚Bow Hall公演『舞姬』女主角[7]。

## 寶塚歌劇團時期

### 初舞台
- 2018年4-6月 寶塚大劇場 『ANOTHER WORLD』『Killer Rouge（キラー ルージュ）(深紅殺手)』[8]

### 花組時期
- 2018年7-10月 『MESSIAH（メサイア）-異聞・天草四郎-(彌賽亞−異聞‧天草四郎−)』『BEAUTIFUL GARDEN-百花繚乱-(BEAUTIFUL GARDEN −百花繚亂−)』[9]
- 2018年11-12月 『メランコリック・ジゴロ(憂鬱的小白臉-危險的繼承人)』『EXCITER!!2018』[10]※全國巡迴公演
- 2019年2-4月 『CASANOVA(卡薩諾瓦)』新人公演 飾演:マノン・バレッチ(マノン・バレッチ)(正式公演:舞空瞳)[11]
- 2019年6月 橫濱體育館 『恋スルARENA』[12]※明日海里奧演唱會
- 2019年8-11月 『A Fairy Tale -青い薔薇の精-(A Fairy Tale －藍玫瑰精靈－)』飾演:シャーロットの幻(11歲夏洛特的幻想)[13]
- 2020年7-11月 『はいからさんが通る(窈窕淑女)』[14]
- 2021年1-2月 寶塚Bow Hall『PRINCE OF ROSES-王冠に導かれし男-(薔薇王子-被王冠指引的人)』飾演:アン・ネヴィル(安妮·內維爾)[15]
- 2021年4-7月 『アウグストゥス－尊厳ある者－(奧古斯都－神聖至尊－)』『Cool Beast!!』飾演:神々(眾神)[16]
- 2021年8-9月 『哀しみのコルドバ(哀傷的歌多華)』飾演:ソニア(索妮亞)『Cool Beast!!』[17]※全國巡迴公演
- 2021年11-12月 寶塚大劇場『元禄バロックロック(元祿巴洛克搖滾)』 飾演:カエデ(楓) 新人公演:キラ(綺羅)(正式公演:星風まどか)『The Fascination（ザ ファシネイション）!』[18][19][20]＊首次擔任新人公演女主角
- 2022年1-2月 東京寶塚劇場 『元禄バロックロック(元祿巴洛克搖滾)』飾演:カエデ(楓)『The Fascination（ザ ファシネイション）!』[20]
- 2022年3-4月 梅田藝術劇場 『TOP HAT(禮帽)』飾演:ドナ(唐娜)[21]
- 2022年6-7月 寶塚大劇場 『巡礼の年〜リスト・フェレンツ、魂の彷徨〜(巡禮之年～李斯特・弗朗茨，徘徊的靈魂～)』飾演:アデル・リュサンド嬢(愛黛兒・路辛德) 新人公演 飾演:ラプリュナレド伯爵夫人(拉普拉納萊德伯爵夫人)(正式公演:音くり寿)『Fashionable Empire』[22]
- 2022年8-9月 東京寶塚劇場 『巡礼の年〜リスト・フェレンツ、魂の彷徨〜(巡禮之年～李斯特・弗朗茨，徘徊的靈魂～)』飾演:アデル・リュサンド嬢(愛黛兒・路辛德)『Fashionable Empire』[22]
- 2022年10-11月 寶塚Bow Hall 『殉情（じゅんじょう）(改編谷崎潤一郎原作小說「春琴抄」)』飾演:春琴[23][24][25][26]＊擔任寶塚Bow Hall公演雙女主之一
- 2023年1月 寶塚大劇場 『うたかたの恋(泡沫之戀/梅耶林，改編Claude Anet原作小說「Mayerling」)』飾演:ソフィー・ホテック(霍恩貝格女公爵蘇菲)『ENCHANTEMENT（アンシャントマン）-華麗なる香水（パルファン）-(ENCHANTEMENT─華麗的香水─)』[27]
- 2023年2-3月 東京寶塚劇場 『うたかたの恋(泡沫之戀/梅耶林，改編Claude Anet原作小說「Mayerling」)』飾演:ソフィー・ホテック(霍恩貝格女公爵蘇菲) 新人公演 飾演:ラリッシュ伯爵夫人(拉里施伯爵夫人)(正『ENCHANTEMENT（アンシャントマン）-華麗なる香水（パルファン）-(ENCHANTEMENT─華麗的香水─)』[27]
- 2023年5月 寶塚Bow Hall 『舞姬』飾演:エリス・ワイゲルト(愛麗絲・維格特)[28][29][30][31]＊單獨擔任寶塚Bow Hall公演女主
- 2023年7-10月 『鴛鴦歌合戦（おしどりうたがっせん）(鴛鴦歌合戰)』 飾演:藤尾 新人公演 飾演:七緒(正式公演:朝葉ことの)[32]『GRAND MIRAGE!』
- 2023年11-12月 昭和女子大學人見記念講堂、神戶國際會館 『BE SHINING!!』[33]※柚香光演唱會
- 2024年2-3月 寶塚大劇場 『アルカンシェル～パリに架かる虹～(Arc-en-ciel～巴黎上空的彩虹～)』飾演:シルヴィー(西爾維)[34]
- 2024年4-5月 東京寶塚劇場 『アルカンシェル～パリに架かる虹～(Arc-en-ciel～巴黎上空的彩虹～)』飾演:シルヴィー(西爾維) 新人公演 飾演:アンヌ(安妮)(正式公演:凛乃しづか)[34]
- 2024年7月-8月 御園座 『ドン・ジュアン(唐璜)』飾演:エルヴィラ(艾維拉)[35]
- 2024年9月-2025年1月 『エンジェリックライ(天使的謊言)』飾演:ルーナ(露娜)『Jubilee(禧年/紀念慶典)』[36]
- 2025年3月 博多座『マジシャンの憂鬱(魔術師的憂鬱)』飾演:マレーク『Jubilee(禧年/紀念慶典)』[37]
- 2025年6-9月 『悪魔城ドラキュラ( Castlevania 惡魔城～月下覺醒～，改編電玩遊戲恶魔城系列)』飾演:アネット・ラーネッド(安妮特‧里納德)『愛, Love Revue！』[38]
- 2025年11-12月 梅田藝術劇場、日本青年館『DEAN(迪恩)』

## 外部連結
- 寶塚官網美羽愛的簡介 （页面存档备份，存于）